# Swaffham Prior
Swaffham Prior est un village et une paroisse civile du Cambridgeshire, en Angleterre. Il est situé dans l'est du comté, près du village de Swaffham Bulbeck, à environ 8 km à l'ouest de la ville de Newmarket. Administrativement, il relève du district du East Cambridgeshire.